# Nícia Paes Bormann

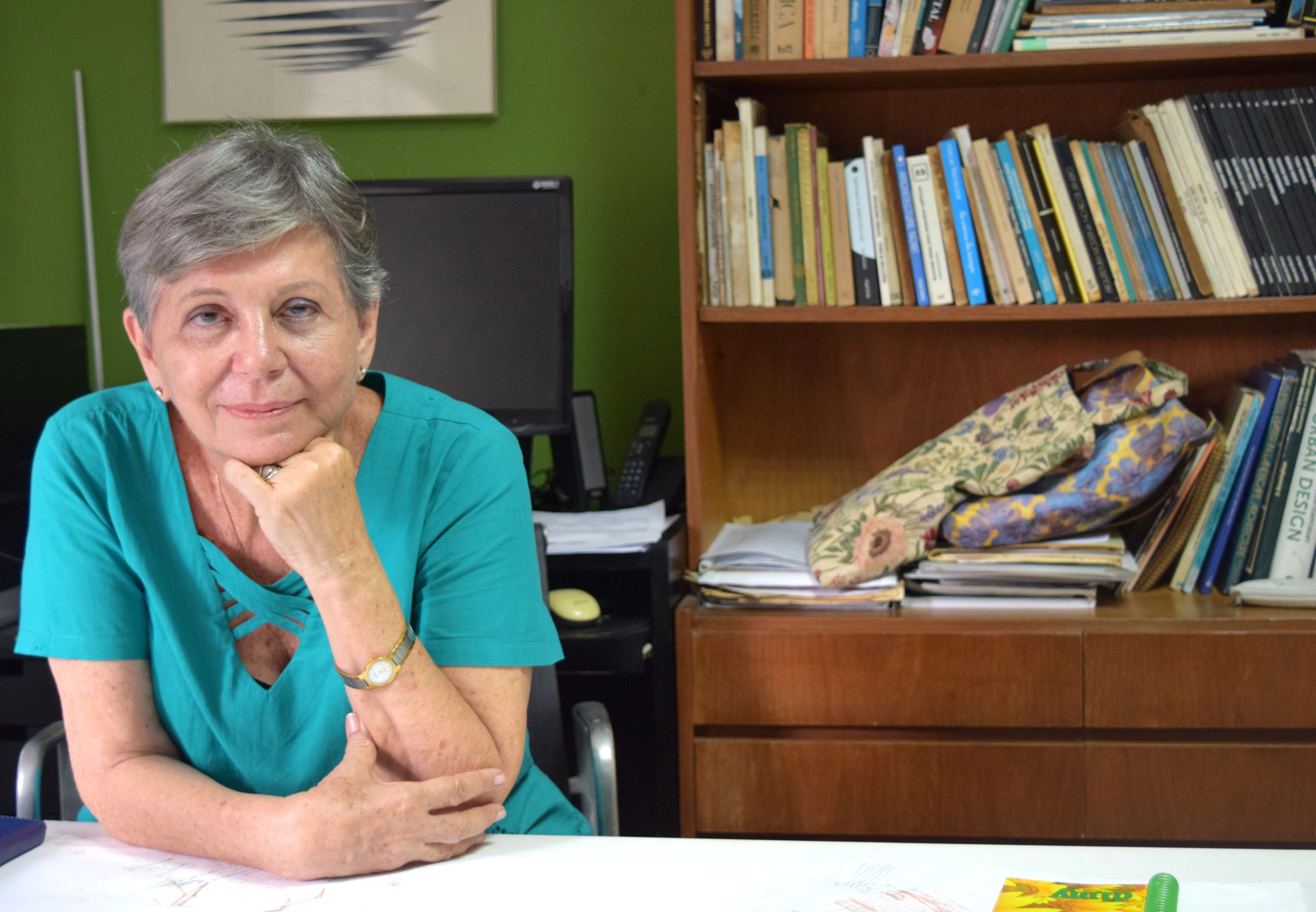
Nícia Paes Bormann em seu escritório

Nícia Paes Bormann (Rio de Janeiro, 6 de dezembro de 1940) é uma arquiteta modernista brasileira. É conhecida por ser a responsável por ter implantado a disciplina de paisagismo da Universidade Federal do Ceará, tendo um desempenho relevante como docente, arquiteta e urbanista, paisagista e, atualmente, como artista plástica.

## Biografia
Em 1960, Nícia é aprovada na Faculdade Nacional de Arquitetura do Brasil, no Rio de Janeiro. Durante os estudos teve a oportunidade de estagiar em dois importantes escritórios: o do paisagista Roberto Burle Marx e dos irmãos Roberto.
Em 1964, gradua-se e no ano seguinte casa-se com seu colega de turma, o arquiteto Gerhard Bormann e logo mudam-se para Fortaleza. Assim, logo inicia suas atividades profissionais no Departamento de Obras e Projetos da Universidade Federal do Ceará – UFC. Inicialmente, Nícia fica encarregada da cadeira de Comunicação Visual .
Ao longo da carreira acadêmica, Nícia era uma das poucas arquitetas mulher do curso de arquitetura e logo se tornou responsável por implantar a disciplina de Paisagismo no currículo. O fato foi um marco na sua carreira profissional e, a partir desse momento, o estudo da paisagem abriu novos caminhos e direcionamentos na sua carreira.
Em 1975, assume um cargo de chefia na prefeitura de Fortaleza, especificamente, na CODEF, onde permaneceu por, aproximadamente, dois anos.
Em 1977, o então marido Gerhard Bormann sofre um grave acidente de carro e vem a falecer em 1980. Logo em seguida Nícia casa-se com Francisco de Paula Rodrigues.
Em 1982, Nícia muda-se para Brasília e entrega seu currículo na Universidade de Brasília – UnB. Logo é chamada para cursar uma especialização em Arquitetura de Sistemas de Saúde. Em 1983 Francisco é submetido a uma cirurgia corriqueira, mas tem problemas durante o processo e vem a falecer.  Em seguida, é convidada para atuar como monitora do mesmo curso, o que ocorre no ano seguinte. Ela foi posteriormente requisitada para o cargo de vice-diretora, convite que refuta e, após um ano, aceita a oferta de trabalhar como coordenadora do curso, assumindo, em 1986-87, a chefia do Departamento de Arquitetura da UnB.
De volta à Fortaleza por motivos pessoais, em 1999 resolve abrir um escritório de paisagismo na capital cearense, que recebe o nome de Oicos. Nícia foi precursora no âmbito do paisagismo no Ceará e, por ter tido a experiência de acompanhar de perto o processo de formação e desenvolvimento do paisagismo moderno no Brasil, carrega consigo a captação da relação indissociável da disciplina com as manifestações do modernismo arquitetônico.
Realizou diversos trabalhos para a  Prefeitura, alguns não construídos, como o Parque da Liberdade, no Poço da Draga, a praça do Edifício Granville (atual jardim japonês) e a reforma da feirinha da Beira Mar. Também colaborou em empreendimentos grandes, em parceria com os arquitetos Fausto Nilo e Delberg Ponce de Leon, como um Hotel nas Falésias,  além de outros trabalhos, dentre os quais se destacam: o Parque da Cidade em Sobral (2001); Faculdade Leão Sampaio (Unileão) em Juazeiro do Norte (2006); urbanização e paisagismo do Campus das Auroras da Universidade da Integração Internacional da Lusofonia Afro-Brasileira – Unilab em Redenção (2012) e os Jardins do Anexo II da Assembleia Legislativa do Ceará (2013).
Paralelamente a esses  trabalhos, ela continua dedicando parte de seu tempo às suas expressões artísticas, como gravuras, aquarelas e cerâmica. Inicialmente, começou fazendo experimentos com as artistas Maria Teresa Pinto, Cecilia Bichucher e Zena Roncy, que chegaram a expor em Brasília. Atualmente, o grupo é composto por sete artistas locais, denominados de Oicosadores, juntos desde o ano de 2004.

## Principais obras
Estação de Biologia Marinha (1965), atual Instituto de Ciências do Mar (LABOMAR), da Universidade Federal do Ceará – em parceria com Gerhard Bormann
Pavilhão Martins Filho Faculdade de Arquitetura de Fortaleza (1966)
Residência José Nogueira Paes Prainha (1971)
Residência Nicia e Gerhard Bormann (1970) – em parceria com Gerhard Bormann
Centro de treinamento do Banco do Nordeste (1977) – em parceria com o arquiteto Nearco Araújo
Ed. Residencial Unifamiliar Benício Diogenes (1974) – em parceria com o arquiteto Nearco Araújo
Jardim anexo Assembleia Legislativa do Ceará (2016)
Faculdade Leão Sampaio (2007)
Arquitetura paisagística da Praça José de Alencar (2014)